# Ганицкий, Фаддей Денисович
Фаддей Денисович Ганицкий (10 (22) июля 1844 — 12 февраля 1937) — советский украинский скрипач, педагог, дирижёр, композитор.

## Биография
Фаддей Ганицкий родился 10 июля (22 июля по новому стилю) 1844 года в селе Чемерисы-Волосские, Могилёвский уезд (Подольская губерния), ныне Журавлёвка (Барский район), Винницкая область. Старший брат виолончелиста Игната Ганицкого.
В 1872 году окончил Венскую консерваторию, в 1876 году — Берлинскую академию музыки. С 1877 года скрипач-солист, профессор Берлинской консерватории. В 1894—1901 годах работал в Варшаве и Лодзи, в 1901—1902 годах — в Петербурге. В 1902 году в Баре (ныне Винницкая область), в 1903 году открыл в Каменце-Подольском музыкальную школу (действовала с перерывами до 1921 года). Среди воспитанников школы — скрипачи Михаил Каревич (учился лично у Ганицкого), Аркадий Гурфинкель, виолончелист Семён Глейзель. Также среди его воспитанников — пианисты Григорий Курковский и Болеслав Войтович, а также музыковед Леонид Энтелис. В 1907 году создал Подольское музыкальное общество, в 1914 году — симфонический оркестр, с которым концертировал. В 1927—1930 годах — директор и профессор музыкальной профшколы, с 1930 года — профессор Музыкального техникума имени Николая Лысенко в Каменце-Подольском.
Автор симфонических произведений, сочинений для скрипки, обработок украинских народных песен, учебно-методических разработок.
Умер 12 февраля 1937 года в Каменце-Подольском. Похоронен на Русскофильварецком кладбище.
В 2003 году Каменец-Подольской центральной детской музыкальной школе присвоено имя Фаддея Ганицкого.